# Joubert (Familienname)
Joubert ist ein französischer Familienname.

## Herkunft und Bedeutung
Der Familienname Joubert geht zurück auf den Vornamen Gautbert, der seinerseits von den germanischen Elementen gaut (bezieht sich auf die germanischen Stämme der Gauten oder Goten) und beraht („glänzend, hell, klar“) abgeleitet war.

## Namensträger
- Joubert (von Syrien), siebter Großmeister des Malteserordens (1169– od. 1172–1177)

- Anne-Marie Joubert (* 1951), französische Sängerin und Schauspielerin; siehe Anne-Marie B.
- Barthélemy-Catherine Joubert (1769–1799), französischer General
- Brian Joubert (* 1984), französischer Eiskunstläufer
- Bruno Joubert (* 1950), französischer Botschafter
- Charlotte Joubert de La Bastide de Châteaumorand († 1740), französische Zisterzienserin, Äbtissin des Klosters Maubuisson
- Craig Joubert (* 1977), südafrikanischer Rugby-Union-Schiedsrichter
- Daniel Joubert (1909–1997), südafrikanischer Sprinter
- Daniel Malan Joubert (1929–1994), südafrikanischer Zoologe
- Elsa Joubert (1922–2020), südafrikanische Schriftstellerin
- Eugene Joubert, Naturschützer in Südwestafrika und Bürgermeister von Windhoek
- Eugénie Joubert (1876–1904), französische römisch-katholische Ordensfrau, Selige
- Fabrice Joubert, französischer Animator
- Henri Joubert (* 1964), südafrikanischer Rugby-Union-Spieler
- Jacqueline Joubert (1921–2005), französische Fernsehmoderatorin
- Jean Joubert (1928–2015), französischer Dichter und Schriftsteller
- Jean-Marie Joubert (1932–2014), französischer Radrennfahrer
- Jean-Michel Joubert (* 1985), südafrikanischer Eishockeyspieler
- John Joubert (Komponist) (1927–2019), britischer Komponist
- John Joubert (Serienmörder) (1963–1996), US-amerikanischer Serienmörder
- Jonathan Joubert (* 1979), luxemburgischer Fußballspieler
- Jones Joubert (* 1984), seychellischer Fußballspieler
- Joseph Joubert (Jesuit) (1640–1719), französischer Jesuit, Altphilologe, Romanist und Lexikograf
- Joseph Joubert (Moralist) (1754–1824), französischer Moralist und Essayist
- Joseph Antoine René Joubert (1772–1843), französischer General
- Laurent Joubert (1529–1582), französischer Mediziner, Anatom und Chirurg
- Léon Joubert (1851–1928), französischer Maler
- Marius Joubert (* 1979), südafrikanischer Rugby-Union-Spieler
- Michel Joubert (* 1986), seychellischer Fußballspieler
- Petrus Jacobus Joubert (1834–1900), südafrikanischer Burengeneral
- Philip Joubert de la Ferté (1887–1965), britischer Offizier der Luftstreitkräfte des Vereinigten Königreichs
- Pierre Joubert (Maler) (1910–2002), französischer Zeichner und Maler
- Pierre Mathieu Joubert (1748–1815), katholischer Geistlicher, Bischof von Angoulême und Politiker
- Roger Joubert (1929–2010), kanadischer Schauspieler und Pianist
- Rudy Joubert (* 1962), südafrikanischer Rugby-Union-Trainer
- Salomon Joubert (1941–2022), südafrikanischer Ranger, Naturschutzbiologe und Executive Director des Kruger-Nationalparks